# Pont Colombo Salles
El pont Colombo Salles (en portuguès Ponte Colombo Salles) és un pont situat a la ciutat brasilera de Florianópolis, capital de l'Estat de Santa Catarina. És un dels tres ponts del complex que connecta les dues parts de Florianópolis -l'Illa Santa Catarina i la part continental- i el segon a ser construït.
Va ser inaugurat l'any 1975 i té 1.227 metres d'extensió. És un pont amb estructura de formigó, però amb un disseny igual al del seu successor de ferro, el pont Pedro Ivo Campos. Rep el seu nom en homenatge al llavors governador, l'enginyer Colombo Machado Salles, per decisió de l'Assemblea Legislativa de Santa Catarina.